# 태인호
태인호(太仁鎬 본명: 박상연, 1980년 5월 2일 ~ )은 대한민국의 배우이다. 데뷔는 본명 '박상연'으로 했으나 중간에 '태인호'로 활동명을 바꾸었다.
서울 마포구 공덕동에서 '커피 드니로'라는 작은 로스터리 카페를 운영한다.

## 학력
- 동성초등학교 졸업
- 초읍중학교 졸업
- 부산진고등학교 졸업
- 경성대학교 연극영화과 학사

## 출연작

### 영화
- 《새는 폐곡선을 그린다》 (2002년) - 대학생 역
- 《...에 묻다》 (2003년)
- 《하류인생》 (2004년) - 떡대 친구 1 역
- 《귀신이 산다》 (2004년) - 파출소 패거리 역
- 《영업 중 외출》 (2004년)
- 《면회》 (2004년)
- 《원》 (2004년)
- 《상전벽해》 (2005년)
- 《슈퍼 따릉이》 (2005년) - 싱장 역
- 《to. S.H.E...》 (2005년)
- 《그런 영화 아니잖아요?》 (2006년) - 감독 역
- 《눈부신 날에》 (2007년) - 정복 경찰 역
- 《트럭》 (2008년)
- 《핸드폰》 (2009년) - 경찰 역
- 《해운대》 (2009년) - 방재청직원 역 (천만영화)
- 《아빠가 여자를 좋아해》 (2010년) - 정장 판매원 역
- 《웨딩드레스》 (2010년) - 레지던트 역
- 《채식주의자》 (2010년) - 상민 역
- 《또 뒤돌아보다》 (2010년)
- 《환상극장》 (2011년) - 형 역
- 《아이들...》 (2011년) - 최 피디 역
- 《하얀나비》 (2011년) - 상호 역
- 《두 얼굴의 전쟁》 (2011년) -종호 역
- 《도다리 - 리덕스》 (2011년) - 상연 역
- 《퍼펙트 게임》 (2012년) - 기자 2 역
- 《독개구리》 (2012년) - 박 일병 역
- 《댄싱퀸》 (2012년) - 조연출 역
- 《내가 고백을 하면》 (2012년) - 영진 역
- 《무서운 이야기》 (2012년) - 해고노동자 역
- 《오하이오 삿포로》 (2013년) - 히로 역
- 《미나문방구》 (2013년) - 외제차 남자 역
- 《신세계》 (2013년) - 수하 1 역
- 《연애의 온도》 (2013년) - 강사 역
- 《국제시장》 (2014년) - 윤기주 역 (천만영화)
- 《알레르기》 (2014년) - 의사 역
- 《세계일주》 (2015년) - 이 경장 역
- 《디렉터스 컷》 (2015년) - 황진후 감독 역
- 《영도》 (2015년) - 영도 역
- 《특종: 량첸살인기》 (2015년) - 유 팀장 역
- 《고산자, 대동여지도》 (2016년) - 김성일 역
- 《브이아이피》 (2017년) - 태 요원 역
- 《주관식 문제》 (2017년, 단편) - 주관식 역
- 《명당》 (2018년) - 천희연 역
- 《배심원들》 (2019년) - 주심 판사 역
- 《니나 내나》 (2019년) - 경환 역
- 《영하의 바람》 (2019년) - BAR 사장 역 (우정출연)
- 《천사는 바이러스》 (2021년) - 형사 역
- 《태일이》 (2021년)
- 《카운트》 (2023년) - 송희철 역
- 《30일》 (2023년) - 촬영장 주인 역 (특별출연)

### 드라마
- 2014년 KBS2 수목드라마 《칼과 꽃》 - 문수 역
- 2014년 tvN 금토드라마 《미생》 - 성준식 대리 역
- 2015년 tvN 월화드라마 《식샤를 합시다 2》 - 이주승 역
- 2015년 KBS2 월화드라마 《너를 기억해》 - 양승훈 역
- 2016년 KBS2 수목드라마 《태양의 후예》 - 한석원 역
- 2016년 JTBC 금토드라마 《마담 앙트완》 - 강태화 역
- 2016년 tvN 금토드라마 《굿 와이프》 - 오주환 역
- 2016년 SBS 월화드라마 《낭만닥터 김사부》 - 문태호 역
- 2017년 JTBC 금토드라마 《맨투맨》 - 서기철 역
- 2017년 tvN 주말드라마 《비밀의 숲》 - 김병현 역
- 2017년 JTBC 월화드라마 《그냥 사랑하는 사이》 - 정유택 역
- 2017년 JTBC 단막극 《한여름의 추억》 - 오제훈 역
- 2018년 JTBC 월화드라마 《으라차차 와이키키》 - 김재우 역
- 2018년 tvN 월화드라마 《멈추고 싶은 순간 : 어바웃 타임》 - 박성빈 역
- 2018년 JTBC 월화드라마 《라이프》 - 선우창 역
- 2019년 KBS2 월화드라마 《국민 여러분!》 - 한상진 역
- 2019년 tvN 월화드라마 《블랙독》 - 김영하 역
- 2020년 SBS 금토드라마 《더 킹 : 영원의 군주》 - KU그룹 최민헌 회장 역 (특별출연)
- 2020년 KBS2 수목드라마 《영혼수선공》 - 인동혁 역
- 2020년 JTBC 수목드라마 《쌍갑포차》 - 강인호 역 (6회 특별출연)
- 2020년 tvN 토일드라마 《비밀의 숲 2》 - 김병현 역
- 2021년 JTBC 수목드라마 《시지프스 : the myth》 - 에디 김 역
- 2021년 tvN 수목드라마 《홈타운》 - 손지승 역
- 2022년 tvN 월화드라마 《고스트 닥터》 - 한승원 역
- 2022년 디즈니+ 수요드라마 《키스 식스 센스》 - 오승택 역
- 2022년 JTBC 토일드라마 《디 엠파이어 : 법의 제국》 - 남수혁 역
- 2022년 MBC 수목드라마 《일당백집사》 - 임일섭 역
- 2024년 tvN 월화드라마 《플레이어 2 : 꾼들의 전쟁》 - 강도영 역

## 수상 및 후보
| 연도 | 시상식              | 부문                        | 작품       | 결과 |
| ---- | ------------------- | --------------------------- | ---------- | ---- |
| 2016 | 제52회 백상예술대상 | 영화부문 남자 신인연기상    | 영도       | 후보 |
| 2016 | 제25회 부일영화상   | 신인남자연기상              | 영도       | 수상 |
| 2020 | KBS 연기대상        | 미니시리즈 부문 남자 조연상 | 영혼수선공 | 후보 |